# فليح (القفر)

تعديل مصدري - تعديل

فليح هي إحدى قرى عزلة بني ساوي بمديرية القفر التابعة لمحافظة إب، بلغ تعداد سكانها 578 نسمة حسب تعداد اليمن لعام 2004.